# Bitva u Kressenbrunnu
Bitva u Kressenbrunnu (pojmenovaná podle dnešní obce Groissenbrunn v Dolním Rakousku, více než 20 km zs. od Bratislavy), zvána též jako „první bitva na Moravském poli“, se odehrála na místě dnešního města Marchegg v předvečer svátku sv. Markéty Antiochijské 12. července 1260 mezi vojsky českého krále Přemysla II. Otakara a jeho bratrance uherského krále Bély IV., přičemž důvodem pro toto střetnutí byl dlouhodobý spor obou panovníků o nadvládu ve Štýrsku a Rakousích. Přemysl na Štýrsko měl nárok z titulu privilegia minus, tzn. dědictví své manželky Markéty Babenberské, nástupkyni po jejím zemřelém bratru Fridrichovi II. Béla si dělal nárok na základě mírové smlouvy s Přemyslem Otakarem II., uzavřené v roku 1254 po intervenci Říma. Bitva skončila vítězstvím česko-štýrského vojska a rozprášením Bélova smíšeného vojska, jakož i písemně uzavřeným mírem v Bratislavě. Tento mír byl upevněný svatbou Přemysla Otakara II. s jeho druhou manželkou Kunhútou Haličskou na Děvíně (Bratislavě) 1261 a následně svatbou nejmladšího Bélova syna, rovněž Bély, s Otakarovou neteří Kunhutou Braniborskou. Svatba se konala 25. října 1264 na ostrově naproti Bratislavě (po úpravě toku Dunaje z něj zůstaly plochy pod Inchebou a Auparkem).  

## Předehra bitvy
Po smrti posledního rakouského a štýrského vévody z rodu Babenberků Fridricha II. v roce 1246 vznikla ohledně nástupnictví složitá situace. Tzv. privilegium minus potvrzovalo i ženám z rodu Babenberků právo na tato území, přičemž z jejich rukou je mohl získat i jejich nápadník. V roce 1251 si rakouská šlechta zvolila za vládce českého prince Přemysla Otakara II., který svůj nárok na Rakousko a Štýrsko podpořil sňatkem se sestrou Fridricha II. Markétou Babenberskou (1252), uzavřeným na hradě v Hainburgu. Byl mezi nimi značný věkový rozdíl. Otakarovi II. bylo 19 let, Markétě 47 let. Šlo tedy o výsostně politický svazek, který Přemyslovi garantoval územní zisk a výrazně posílil pozici Přemyslovců v Evropě. Tvrzení, že tato území získali Přemyslovci silou, je mnohem mladší rakousko-uherská spekulace.
Babenberské dědictví chtěli získat ale i jiní, mezi nimi zejména uherský král Béla IV. V roce 1252 oženil svého synovce Romana Haličského s Markétinou neteří Gertrudou, vdovou po bratrovi Přemysla Otakara II., Vladislavovi, na kterou se rovněž vztahovalo výše zmíněné privilegium. Uherský král byl odhodlán prosadit své nároky i silou, a tak v následujících dvou letech vtrhla uherská vojska opakovaně do Rakouska a ničila i Moravu. Přemysl byl rozhodnut toto počínání zastavit i za cenu ztráty části Štýrska ve prospěch uherského krále. Proto v roce 1254 uzavřel od vlivem papežských legátů pro sebe nevýhodnou mírovou smlouvu, kterou přišel o Štýrsko.
Po úspěšném křížovém tažení Přemysla Otakara II. do Pobaltí v letech 1254–55 podnikla česká vojska v srpnu 1257 vojenskou výpravu do Bavorska, která však pro ně skončila katastrofálně. Otakar kapituloval před Jindřichem Bavorským, zetěm a spojencem Bély IV., a uzavřel s ním mír. Když Béla IV. vpadl do Korutan, které byly spojencem českého krále, Otakar splnil svoji spojeneckou povinnost a přitom přijal pod svou ochranu i štýrská knížata. Ta se bouřila proti uherské nadvládě a zneužívání moci Bélovým synem Štěpánem V. Uherským. Začátkem roku 1260 vtáhl Přemysl Otakar II. s vojskem do Štýrska a vyhnal Štěpána ze země. Tak se celé babenberské dědictví opět vrátilo do rukou Otakarových. Rozhodujícímu střetu už nic nemohlo zabránit. Oba panovníci opět rychle svolali do boje svá vojska. Tak se obě mohutné armády, navzdory nevhodnému ročnímu období (období žní), daly proti sobě na pochod. Oba vladaři se nakonec dohodli na příměří, které vydrželo do 24. června 1260 a oběma vládcům poskytlo čas na důkladnější přípravu a na získání spojenců. Českému králi přislíbila pomoc štýrská, korutanská, slezská a brandenburská knížata. Béla IV. se spoléhal na své tradiční spojence – polského knížete Boleslava V. a kyjevského knížete Alexandra Něvského.
Koncem června 1260 dorazila česká vojska k řece Moravě v oblasti rakouské obce Kressenbrunn (v té době nejbližší trvale osídlená obec k místu bitvy), ležící na pravém břehu řeky Moravy. Opozdil se jen moravský sbor vedený olomouckým biskupem Brunem ze Schauenburku, jenž skoro padl do pasti, kterou mu připravil uherský následník trůnu Štěpán V. Obě vojska se soustředila na protilehlých březích Moravy. Oba králové věděli, že kdo se jako prvý vydá na přebrodění řeky, poskytne protivníkovi nesmírnou výhodu. Celý následující týden se obě vojska ráno co ráno seřadila na svých pozicích na břehu řeky a vyčkávala na manévr soupeře. Po nekonečném taktizování a týdnu v horkém počasí, dne 11. července 1260 (podle tehdejšího kalendáře) Přemysl Otakar II. nabídl, že 12. července ustoupí od řeky a do poledne (svátku sv. Markéty Antiochijské) 13. července 1260 bude dodržovat příměří, aby Béla IV. se svým vojskem mohl řeku přebrodit. Až po přebrodění a seřazení měla začít bitva jako rytířský souboj, ve kterém má každý rovné šance. Béla IV. nabídku přijal a souhlasil s tím, že řeku překročí jako první.

## Průběh bitvy

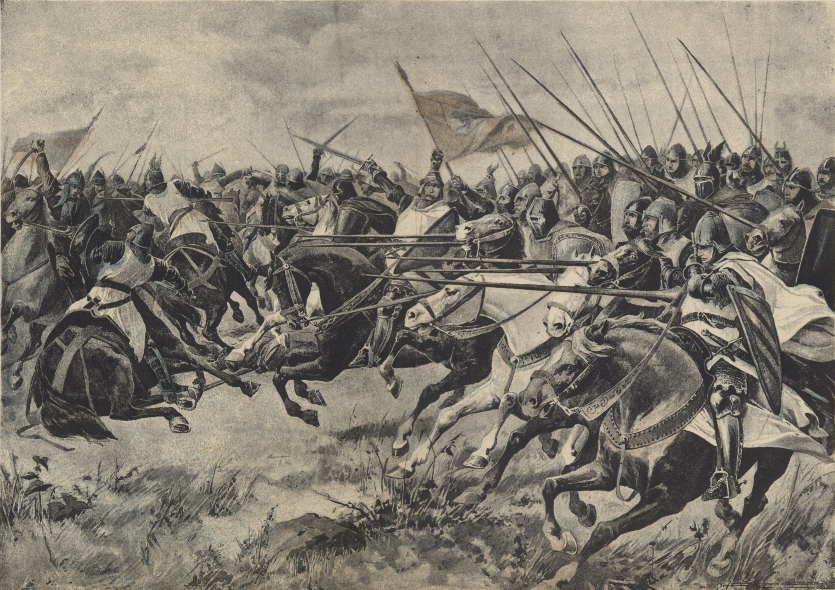
Věnceslav Černý: Čeští železní páni v bitvě u Kressenbrunnu

Dochovaly se dvě verze bitvy, které se shodují na tom, že průběh a výsledek bitvy zásadně ovlivnilo hanebné a nerytířské nedodržení příměří.
První verze, kde je zdrojem dopis Přemysla Otakara II. papeži Alexandrovi IV. zachovaný v Chronica Boemorum od Přibíka Pulkavy z Radenína.
Přemysl Otakar II. píše, že se jeho vojsko utábořilo přibližně dvě míle od hradu a města Hainburg (nad Dunajem) (míle ustanovená Přemyslem Otakarem byla cca 7,5 km, proto15 km, tedy v místech dnešního města Marchegg - Stadt "U orla"). Další den rozeslal část svého vojska, v čase do vypršení příměří, shánět do okolí proviant. Ještě než uherské vojsko skončilo brodění přes řeku, došlo k nečekané události. Uhři pod vedením Bélova syna Štěpána, respektive jejich lehká kumánská jízda, vzhledem k svému pramalému smyslu pro uspořádaný boj, napadla rozpuštěné, nepřipravené Otakarovo ležení zboku, od Devínské Kobyly. Tím začal boj, do kterého se zapojili i uherští vojáci pod vedením Bely IV., kterým se již částečně podařilo řeku přeplavit. V tu chvíli se osvědčili „železní páni“, tedy čeští těžkooděnci pod vedením purkrabího Pražského hradu Jaroše z Poděhus, kteří se vrhli na nepřítele čelním útokem a podařilo se jim lehké jezdectvo odrazit. Mezitím se chvatně zmobilizovaly i další oddíly, se kterými Otakar II. zahnal nepřátelská vojska zpět za řeku Moravu. Přemyslu Otakarovi patřilo vítězství na bojišti a jeho rytířům kořist v uherském táboře. Otakarovo vojsko pronásledovalo rozptýlené oddíly nepřítele až k hradbám Bratislavy, kterou na žádost konšelů nevyplenil a později tam uzavřel s Bélou IV. mír.
Druhá verze, (vždy velmi krátká) kde je zdrojem Budínská kronika z let 1308 – 1342
Přemysl údajně porušil příměří a zaútočil na brodící se armádu, kterou tím pádem snadno porazil. Pro tuto, Čechy urážející verzi, prý svědčí to, že se po bitvě Přemysl Otakar II. údajně dostal do „společenské” mezinárodní izolace (což není pravda), a skutečnost, že v konečném znění následné mírové smlouvy byla klauzule o klatbě právě a jen na hlavu Přemysla Otakara II., nedodrží-li onu smlouvu. Tyto spekulace jsou ovšem mladšího data, politicky podmíněné. Pokud si uvědomíme, že byl Přemysl Otakar II. vychovávaný v bázni z trestu exkomunikace, vyznívá uvedená klauzule jako pečeť na jeho rozhodnutí neporušit mírovou smlouvu.

## Výsledek pro obě strany
Porážka, kterou uherský král utrpěl, byla opravdu zdrcující a někteří kronikáři ji viděli jako zázrak pro české vojsko. Někteří, jako např. lambašský analista, ji zdůvodňovali zázrakem shůry, protože Otakarovo vojsko bojovalo "pod praporem víry a křesťanství". Do bitvy měli na straně Čechů zasáhnout zemští světci vedení knížetem sv. Václavem, dále sv. Vojtěch a sv. Prokop a purkrabí Jaroš přísežně vyhlásil, že "jeho vojsko, v jehož středu byl nesen praporec svatého Václava mučedníka, neutrpělo žádné škody ani ztráty na koních, ani na lidech, nýbrž kamkoliv se obrátilo, nepřátelé se obraceli od jejich tváře na útěk. Také železný hrot toho kopí, na němž visel praporec řečeného mučedníka, spatřili mnozí, jak se třpytí jako přejasný paprsek sluneční." Kroniky se ohledně bitvy zmiňují o nadsazených počtech 100 000 mužů na Přemyslově a 140 000 na Bélově straně. Pravděpodobně se ale opravdu jednalo o jednu z největších středověkých bitev. Uherská strana prý ztratila přímo na poli 18 000 mužů a dalších 14 000 se utopilo v řece Moravě. Takže "ji bylo možné přecházet suchou nohou". Rakouský vévoda Přemysl Otakar II. bitvou získal Štýrsko, tedy jen to, co získal už před lety po sňatku s Markétou Babenberskou a roku 1254 ztratil. Na víc si nedělal nárok což je velice šlechetné a ukazuje, že Přemysl Otakar byl skutečně „rytířským králem“. Mír mezi oběma panovníky byl podepsán v Bratislavě a upevněn nabídkou českého krále, že se ožení s jednou z Bélových příbuzných. Vzhledem k odmítnutí českého nápadníka Bélovou dcerou Markétou to nakonec byla jeho vnučka Kunhuta. V návaznosti na bitvu u Kressenbrunnu a "Bratislavský mír" nastal na Moravě konečně pokoj po dobu 10 let. Současně došlo k definitivnímu zastavení rozpínavosti Uhrů na západ. Ale i k znovusjednocení Babenberského dědictví. V této bitvě získal Přemysl Otakar II. titul "nejvítěznější král" i "král železný a zlatý", který mu dal Dante Alighieri ve své Božské komedii.

## Památník

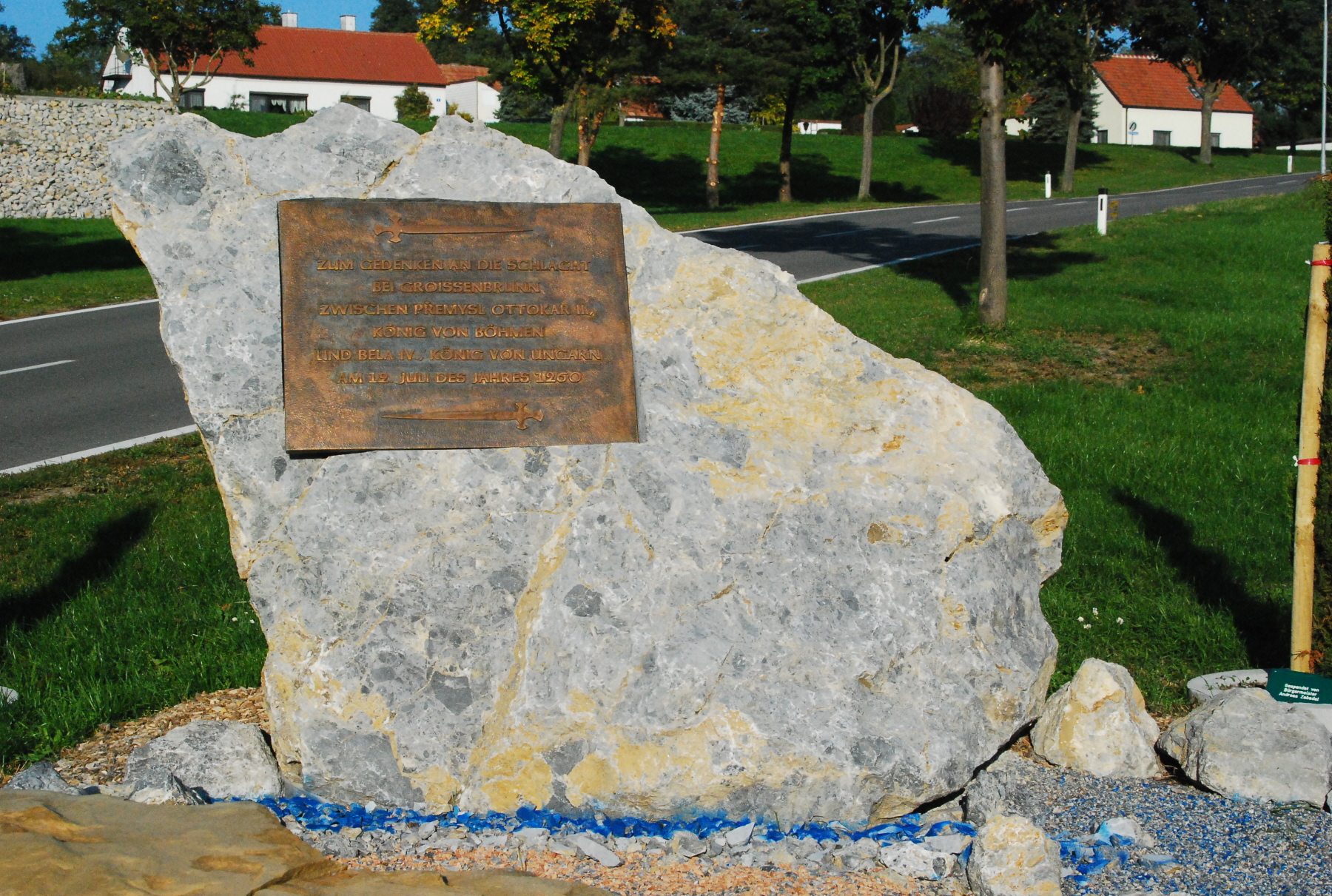
Památník názvu bitvy

Název bitvy připomíná památník odhalený u příležitosti jejího 750. výročí v roce 2010. Památník se nachází na východním okraji obce Groißenbrunn nedaleko hlavní cesty (Schloßhofer Straße). Autorem výtvarného návrhu památní tabule je Vladislav Plekanec. Stále živým památníkem bitvy je město Marchegg, založené bezprostředně po bitvě, ještě v roce 1260 (Zde se někdy omylem uvádí rok 1268. Z toho roku ale existuje originální listina, ve které Přemysl Otakar II. přenechává město Marchegg, jež založil a obdařil titulem královského města se všemi právy a výsadami, a v něm kostel sv. Markéty Antiochijskej řádu Johanitů pravděpodobně jako náhradu za jejich finanční pomoc při křížové výpravě do Pobaltí.) Jak čteme v listě Přemysla Otakara II. papeži Alexandrovi IV. v Chronica Boemorum, bylo to přibližně 2 míle (ty ustanovil sám Přemysl Otakar II. jako cca 7,5 km) od hradu a města Hainburg, tedy v místech, kde dnes stojí město Marchegg - Stadt. Tato skutečnost unikala pozornosti i místních historiků až do roku 2015, kdy na ni upozornil Dr. Petr Skácel, vyslanec Měst Otakarových z.s.[zdroj?]

## Účastníci bitvy
- Smil z Lichtenburka
- Boreš z Rýzmburka
- Bavor I. ze Strakonic
- Vok I. z Rožmberka